# (38487) 1999 TL108
1999 TL108 (asteroide 38487) é um asteroide da cintura principal. Possui uma excentricidade de 0.05950250 e uma inclinação de 9.88109º.
Este asteroide foi descoberto no dia 4 de outubro de 1999 por LINEAR em Socorro.